# Chambers Hill
Chambers Hill är en kulle i Antarktis. Den ligger i Östantarktis. Nya Zeeland gör anspråk på området. Toppen på Chambers Hill är 1 105 meter över havet.
Terrängen runt Chambers Hill är kuperad åt sydost, men åt nordväst är den bergig. Trakten är obefolkad. Det finns inga samhällen i närheten. 